# Vicopisano
Vicopisano est une commune de la province de Pise dans la région Toscane en Italie.

## Géographie
Vicopisano se trouve au bas du versant sud des Monte Pisano, entre la lagune de Bientina (la plus étendue de la Toscane) et la plaine de Lucques.

## Architecture
Les  fortifications sont remaniées par  Filippo Brunelleschi (Rocca di Brunelleschi) de 1435  à 1440.
- Château de Vicopisano

## Personnalités

### Autres
- Mary Shelley, écrivain auteur de Frankenstein, a visité Vicopisano au cours de son voyage en Italie de 1818 à 1821.
- Sandra Milo, actrice de Huit et demi, y passe son enfance.

## Administration
| Période                                  | Période  | Identité                    | Étiquette       | Qualité |
| ---------------------------------------- | -------- | --------------------------- | --------------- | ------- |
| 16 juin 2004                             | En cours | Antonella Malloggi In Fusai | Centro-Sinistra |         |
| Les données manquantes sont à compléter. |          |                             |                 |         |

### Hameaux
San Giovanni alla Vena, Uliveto Terme, Caprona, Lugnano, Cucigliana

### Communes limitrophes
Bientina, Buti, Calci, Calcinaia, Cascina, San Giuliano Terme

### Évolution démographique
Habitants recensés

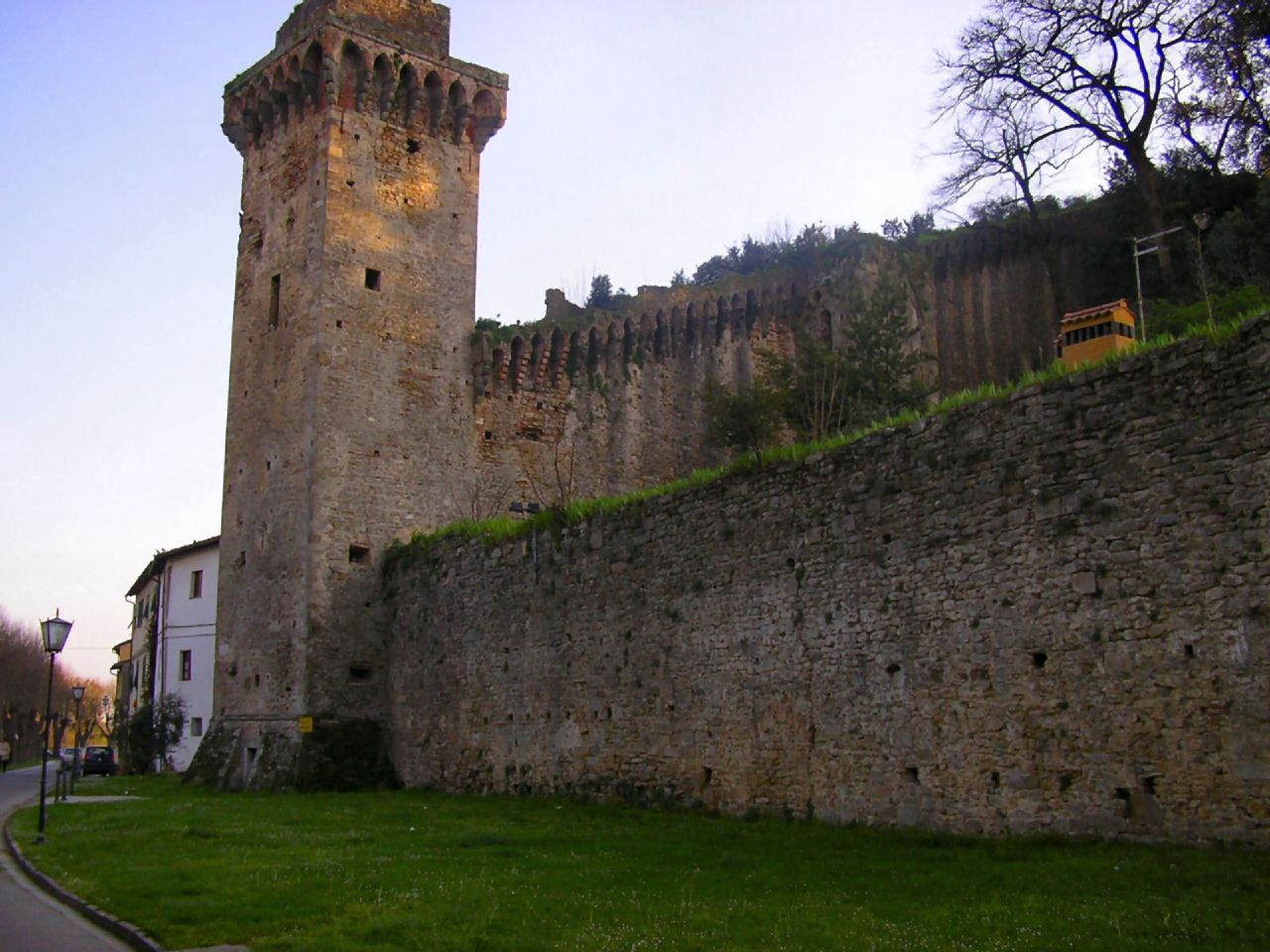
Remparts et Rocca di Filippo Brunelleschi.
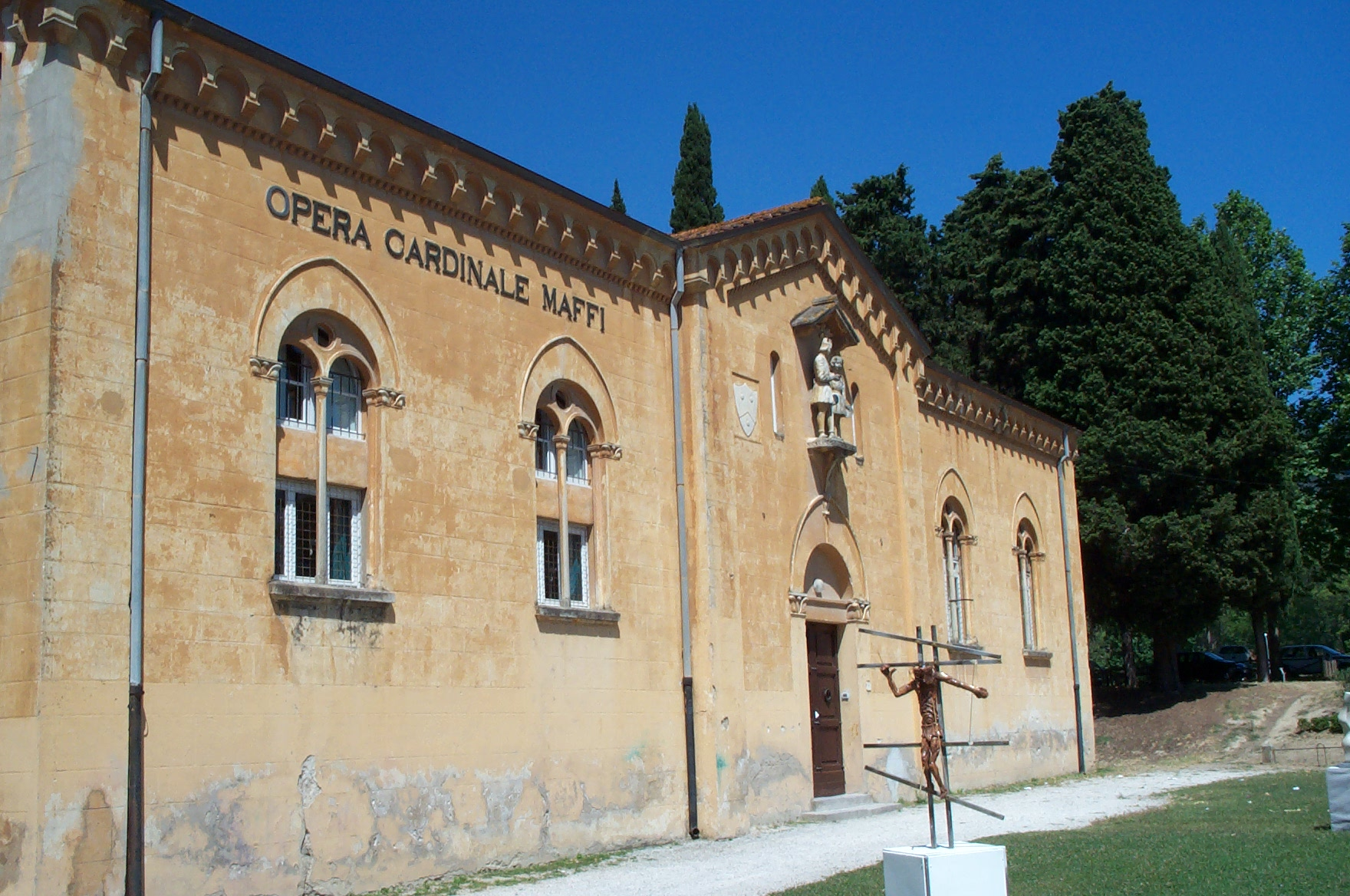
Opera Cardinale Maffi.